# Gare de Montauban-de-Bretagne
Gare de Montauban-de-Bretagne vasútállomás Franciaországban, Montauban-de-Bretagne településen.

## Vasútvonalak
Az állomást az alábbi vasútvonalak érintik:
- Párizs–Brest-vasútvonal

## Kapcsolódó állomások
A vasútállomáshoz az alábbi állomások vannak a legközelebb:
- Gare de La Brohinière (Gare de Brest, Párizs–Brest-vasútvonal)
- Gare de Montfort-sur-Meu (Paris Gare Montparnasse, Párizs–Brest-vasútvonal)